# Berrheia
Die Berrheia (norwegisch für Blanke Höhe) ist ein Berggipfel im ostantarktischen Königin-Maud-Land. Er nimmt den südlichen Teil der Balchenfjella im Gebirge Sør Rondane ein.
Norwegische Wissenschaftler gaben ihm seinen deskriptiven Namen.